# Луцій Фурій Пурпуріон
Луцій Фурій Пурпуріон (*Lucius Furius Purpureo, д/н —після 184 до н. е.) — політичний та військовий діяч Римської республіки.

## Життєпис
Походив з патриціанського роду Фуріїв. Син Спурія Фурія Пурпуріона. У 210 році до н. е. стає військовим трибуном. Відзначився у Другій пунічній війні. У 200 році до н. е. обирається претором. Як провінцію отримує Цізальпійську Галлію, де придушив повстання галльського племені інсумбрів та карфагенянина Гамількара, який намагався розпочати тут війну проти Риму.
У 196 році до н. е. стає консулом (разом з Марком Клавдієм Марцеллом). Під час своєї каденції воював проти галльського племені бойїв. На честь своїх перемог у 194 та 192 роках до н. е. звів два храми Юпітера. У 189 році був членом посольства до Малої Азії, де брав участь в укладанні Апамейської угоди з царством Селевкидів. У 187 році до н. е. виступив проти партії Корнеліїв Сципіон щодо політики у Малій Азії.
У 184 році до н. е. висунув свою кандидатуру на посаду цензора, проте невдало. У 183 році до н. е. очолив посольство до галлів північної Італії. Про подальшу долю немає відомостей.